# Weserweg
Der Weserweg ist ein 193 Kilometer langer Fernwanderweg, der die ostwestfälische Stadt Porta Westfalica im Kreis Minden-Lübbecke und die Hansestadt Bremen entlang der Weser verbindet.

## Verlauf
Am Bahnhof Porta Westfalica () beginnend, führt der Weg über Barkhausen (), Minden, das Wasserstraßenkreuz am Mittellandkanal () nach Petershagen (). Über Gernheim, Ovenstädt (), Hävern () und Buchholz () erreicht man die Landesgrenze von Nordrhein-Westfalen zu Niedersachsen.
Von Stolzenau () verläuft der Weserweg über Steyerberg (), Liebenau, Nienburg (), Heemsen, Eystrup () und Dörverden nach Verden (). Von hier führt der Weg weiter über Intschede (), Morsum (), Thedinghausen, Horstedt, Sudweyhe () und Weyhe zum Ziel, dem Bremer Marktplatz ().

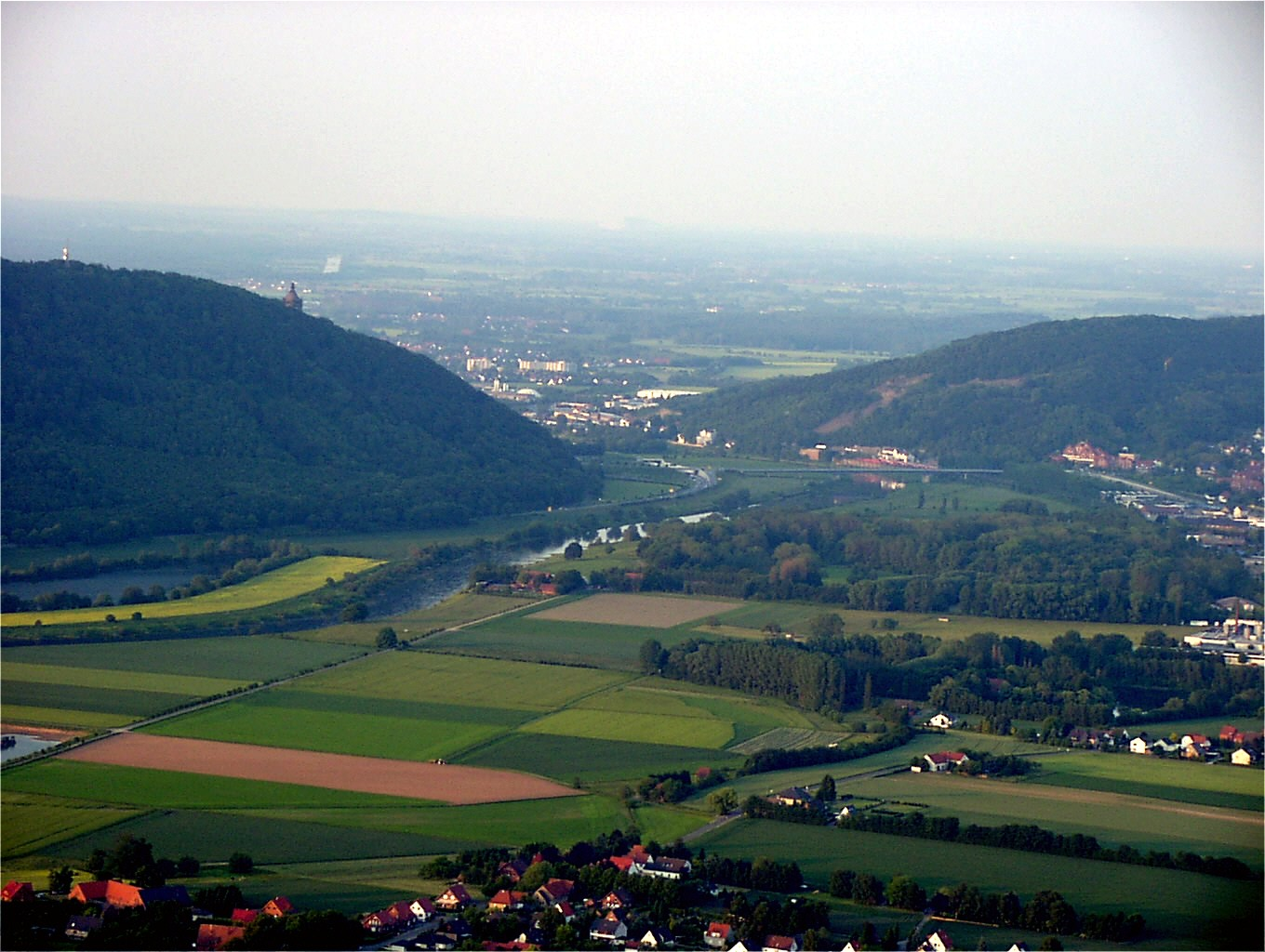
Start: Stadt Porta Westfalica im Weserdurchbruch Porta Westfalica
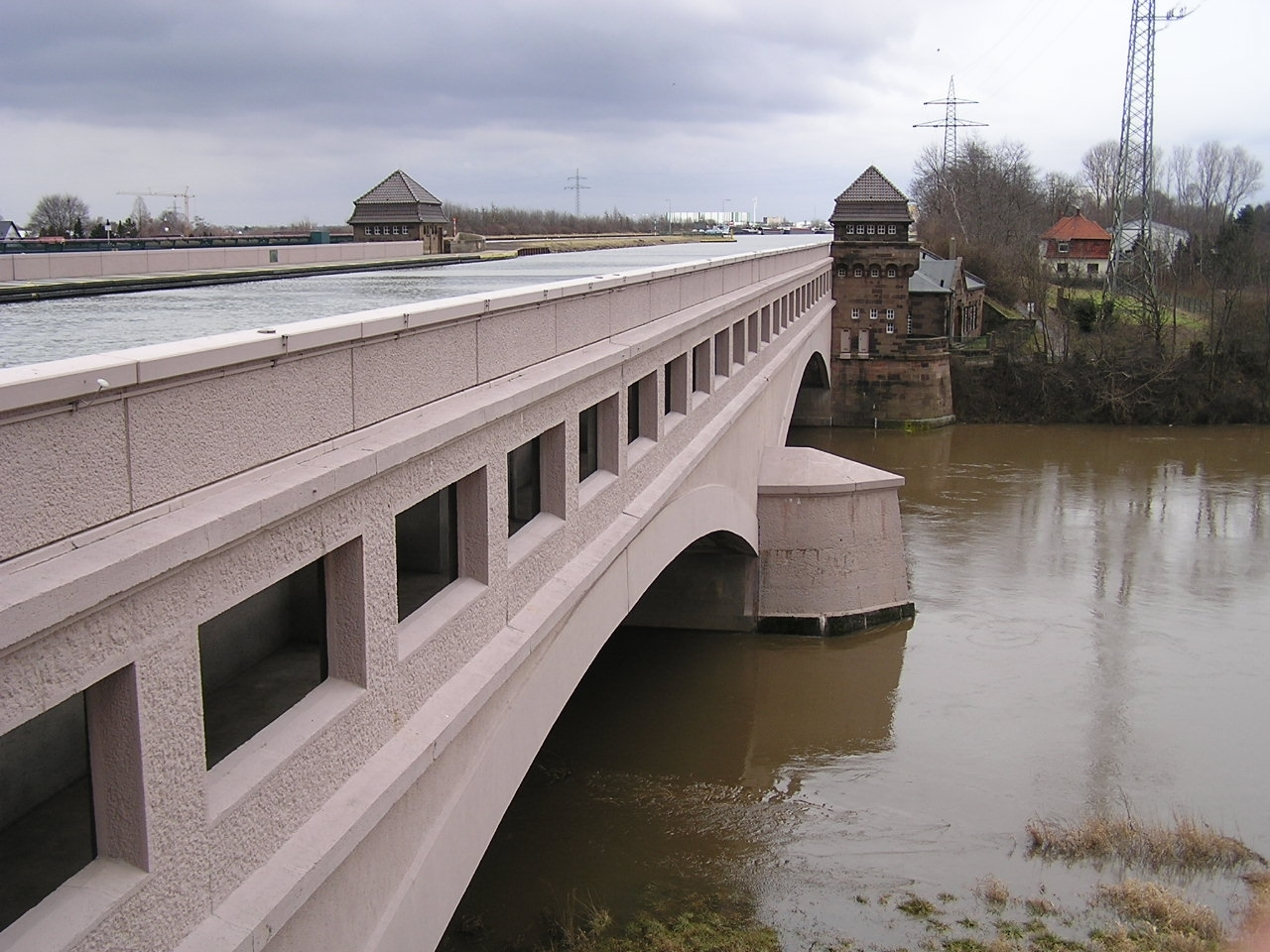
Wasserstraßenkreuz Minden
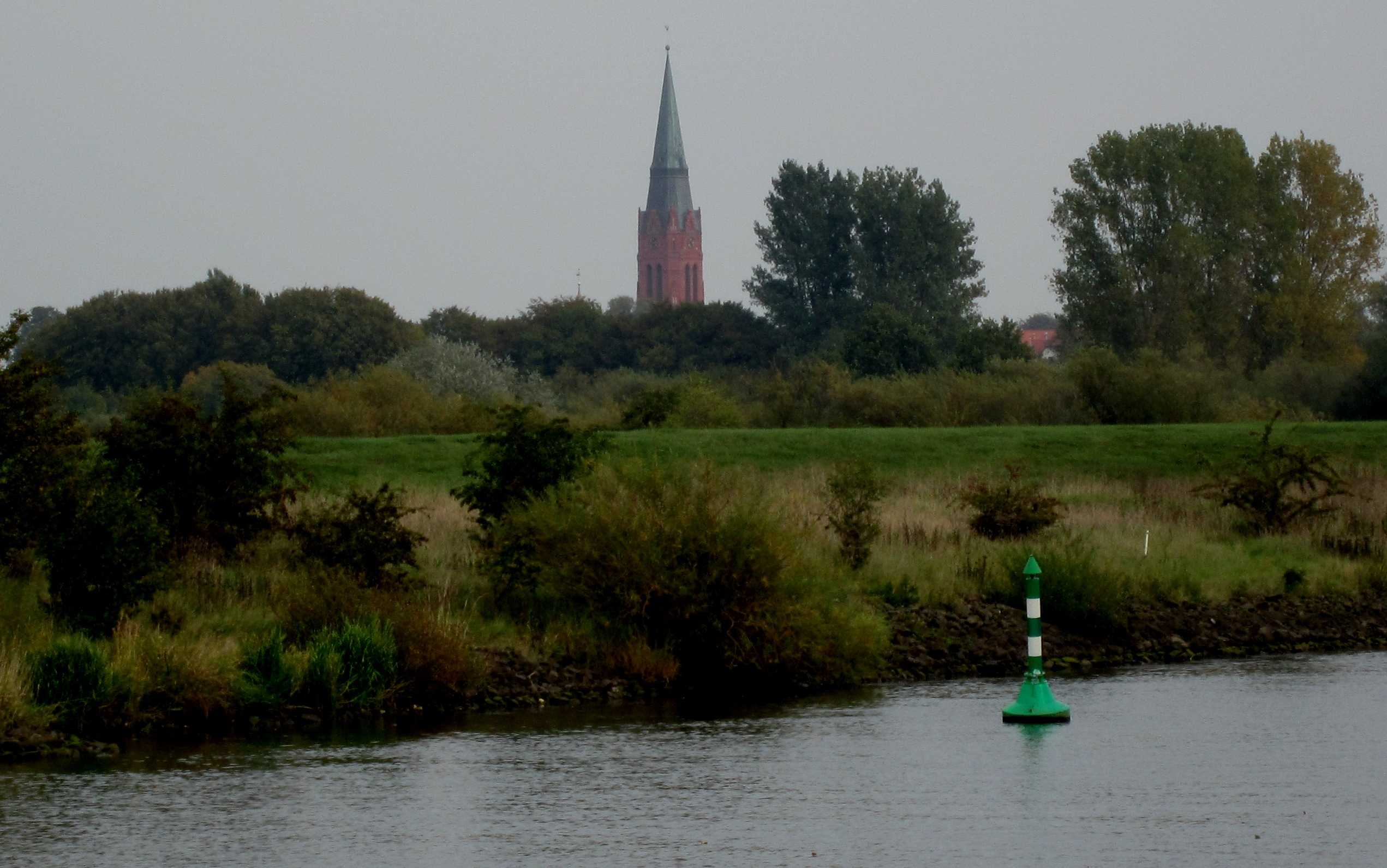
Weser bei Nienburg
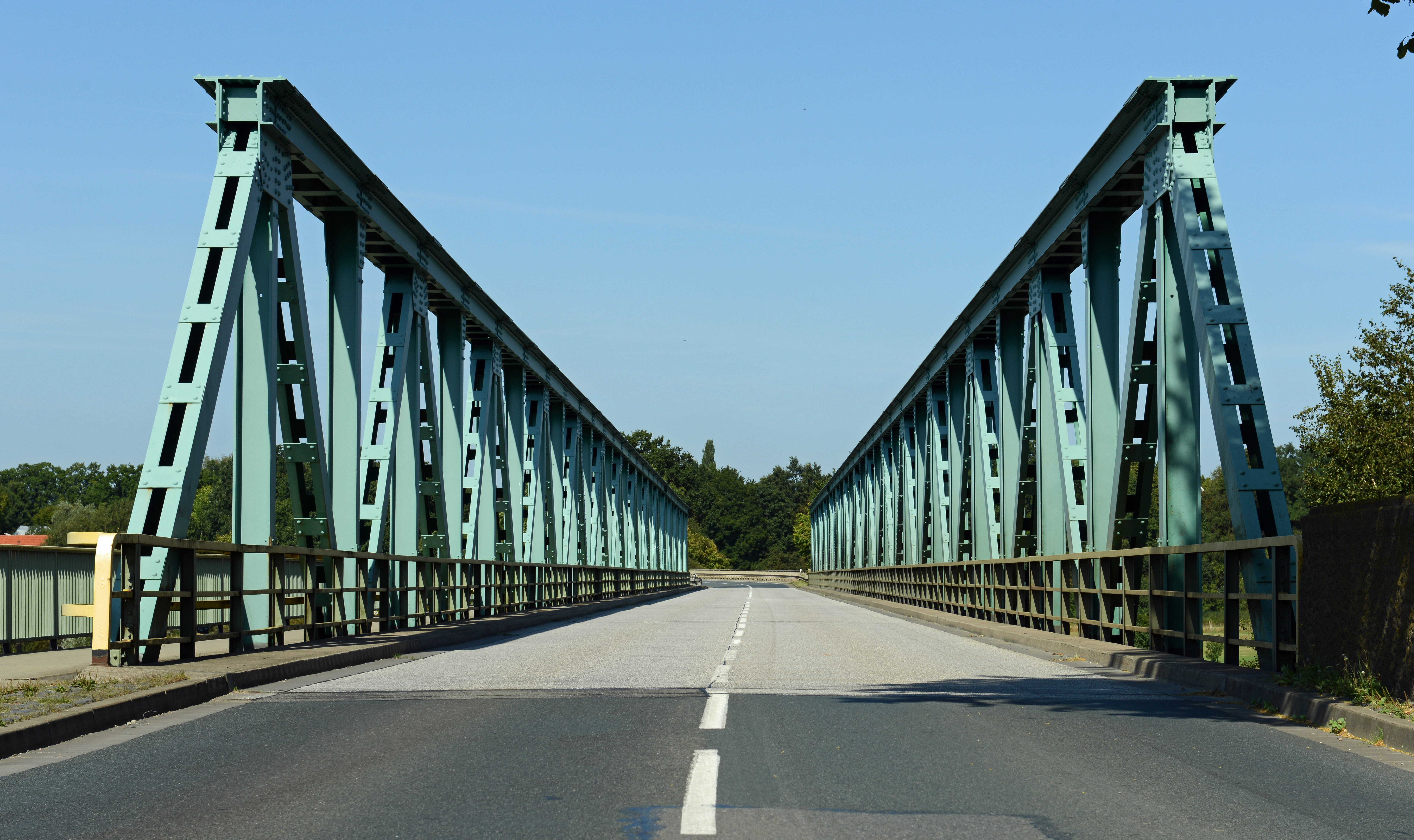
>Weserbrücke in Thedinghausen
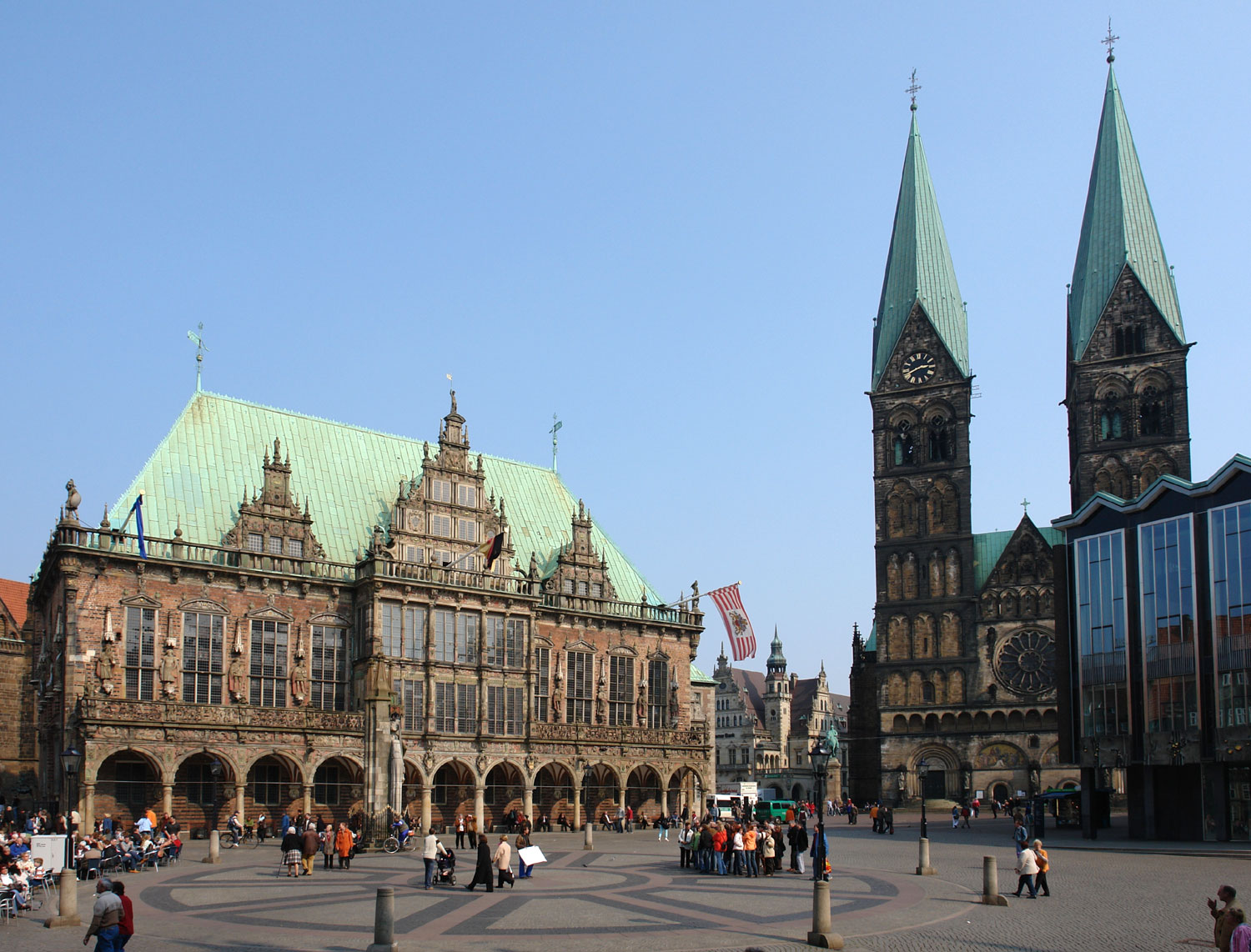
Ziel: Der Bremer Marktplatz mit Rathaus, Roland, Dom und Haus der Bürgerschaft

Den Wanderer führt der Weg vom Wesergebirge durch die Norddeutsche Tiefebene bis nach Bremen. Unterwegs hat er 232 Höhenmeter hinauf und 270 Höhenmeter bergab zu bewältigen. Die tiefsten Punkte des Weges liegen vor und nach Kirchweyhe (5 m ü. NHN), bei Binnen erreicht man mit  61 m ü. NHN den höchsten Punkt.

### Kennzeichnung
Der Weserweg ist mit der Wegzeichen-Markierung  W  gekennzeichnet.

### Übergänge
- In Porta Westfalica zum
  - Bückeberge-Weg; Porta Westfalica → Bad Nenndorf, 51 km (  X11  )[1]
  - Burgensteig; Porta Westfalica → Höxter, 115 km (  X2  )
  - Cheruskerweg; Schlangen → Porta Westfalica, 70 km (  X3  )
  - Europäischen Fernwanderweg E11; Scheveningen (Niederlande) → Gołdap (Polen), 2.500 km (  X E11  )
  - Runenweg; Porta Westfalica → Schlangen, 74 km (  X7  )
  - Weserberglandweg; Hann. Münden → Porta Westfalica, 225 km (  XW  )
  - Wittekindsweg; Barkhausen → Osnabrück, 95 km (  )
- In Nienburg zum Roswithaweg; Nienburg → Bad Gandersheim, 193 km (  XR  )[2]
- In Bremen zum Unterweser-Weg; Bremen → Cuxhaven, 157 km ( gelber Richtungspfeil, grün gerandet )[3]